# Лансере Євген Євгенович
Євге́н Євге́нович Лансере́ (рос. Евгений Евгениевич Лансере; 23 серпня (4 вересня) 1875, Павловськ, нині Ленінградської області — 13 вересня 1946, Москва) — графік і живописець. Народний художник РСФСР (1945). Лауреат Сталінської премії другого ступеня (1943).

## Родина і навчання
Походить з відомої родини Бенуа-Лансере. Його дід — Микола Бенуа відомий художник, батько Є. О. Лансере — скульптор-анімаліст, мати (Катерина Миколаївна) довго займалася графікою. Брат Микола Лансере — архітектор, а молодша рідна сестра Зінаїда (Серебрякова по чоловіку) — відомий художник.
Перші художні навички отримав в родині. З 1892 по 1895 рр. навчався в Малювальній школі Спілки заохочення художників в Петербурзі. Серед його викладачів був М. С. Самокиш.
У 1895—1899 рр. переїхав до Парижа, де навчався в Академіях Колароссі та Жуліана.

## 1899— 1917
- 1899 — повернення в Петербург, прийнятий до спілки «Світ мистецтва» (рос. «Мир искуства»)
- 1905 р. — перебування на Далекому Сході.
- 1906 р. — головний художник шотижневого сатиричного журналу «Пекельна пошта».
- один з засновників і працівників так званого «Стародавнього театру», що припинив свою діяльність через початок Першої світової війни.
- 1912–1915 рр. — художній керівник мануфактури порцеляни і майстерень гравіювання скла в Петербурзі.

В період до перевороту більшовиків у 1917 р. пройшов перший і досить плідний період творчості майстра. Євген Лансере не виробив надзвичайно яскравої індивідуальної манери на кшталт Врубеля чи Борисова-Мусатова. Але його твори відрізнялись величезною внутрішньою культурою, що увібрала в себе всі скарби культур Франції і Росії доби класицизму, ампіру, стилів XVI–XVII століть. Присмак ретроспективізму мали всі твори митців спілки «Світу мистецтва», були притаманні вони і творам Є. Лансере.
У 1912 р. Евген отримав замову на створення плафону для особняка багатія-промисловця Г. Тарасова в Москві. Вибудований як копія ранішнього палацу Тьєне XVIстоліття в місті Віченца (архітектор Палладіо), палац мав і ретроспективні оздоби. Лансере створив плафон (з зображенням визволення Андромеди від лихого дракона), що нагадував твір Рубенса чи Джуліо Романо. Величні фігури, цікава композиція, надзвичайно сміливі ракурси — усе демонструвало появу в мистецтві талановитого митця. По завершенні плафону Евген Лансере отримав звання академіка живопису (йому було 37 років).
У 1915 р. передчасно помер барон М. М. Врангель, молодий мистецтвознавець, що працював в Ермітажі. З початком Першої світової війни денді і жартівник Микола Врангель пішов на фронт керівником санітарного потяга. Друзі і знайомі барона у 1916 році вшанували його пам'ять створенням книги «Вінок Врангелю». Здається, усю скорботу по померлому втілив Євген Лансере в шмуцтитулі книги, де подав могутню і трагічну фігуру богині долі Парки, що розтягла нитку життя Миколи Врангеля і швидко обрізала її. Ще більшим натяком на смерть і ретроспективізм майстра була фігурка путті біля ніг Парки. Хлопчик-янгол загасив смолоскип, відому деталь багатьох надгробків доби класицизму. Лансере міг навіть один аркуш книги зробити яскравим явищем в мистецтві.

## 1917—1946рр
Сувора і безжальна до людей радянська дійсність не давала багатьох привідів для натхнення художника, що склався як особистість в роки царату. Тому він зосередився на праці книжкового художника і художника театру. Був і викладачем.
- 1920 р. — викладач в Тбіліській академії мистецтв, пініше в Московському архітектурному інституті.
- 1927–1931 рр. — перебування в Парижі.
- 1934–1938 рр. викладач у Всеросійській академії мистецтв в місті Ленінград. Серед монументальних творів цього періоду — стінописи в Казанському вокзалі і готелі «Москва».

Як театральний художник працював в театрах Одеси, Ленінграда, Кутаїсі, Москви.
Помер в Москві, був похований на Новодівочому цвинтарі в Москві.

## Твори
- Плафон «Вивільнення з полону Андромеди» на стелі палацу Тарасова, Москва.
- Ескіз декорації для нездійсненої постановки балету «Сільвія» в Маріїнському театрі в Петербузі. 1901. 4-я картина. (У зібранні Одеського художнього музею).
- Сходження Єлизавети Петрівни 25 листопада 1741 року. Цесарівна Єлизавета Петрівна і преображенці в кордегардії Зимового Палацу вніч на 25 листопада 1741 року. 1911. (У зібранні Одеського художнього музею).
- Геркулес і Нес. 1913. (У зібранні Одеського художнього музею).
- Хаджі-Мурат на балу. 1913.
- Жіночий портрет. 1922. (У Зібранні (колекції) образотворчого мистецтва Градобанку).
- Театральні декорації до вистави-хроніки «Юлій Цезар» Шекспіра, 1924 р.
- Ілюстрації до творів Льва Толстого.
- Триптих «Червоні партизани Дагестану» (1931).
- Серія «Трофеї російської зброї» (1942).

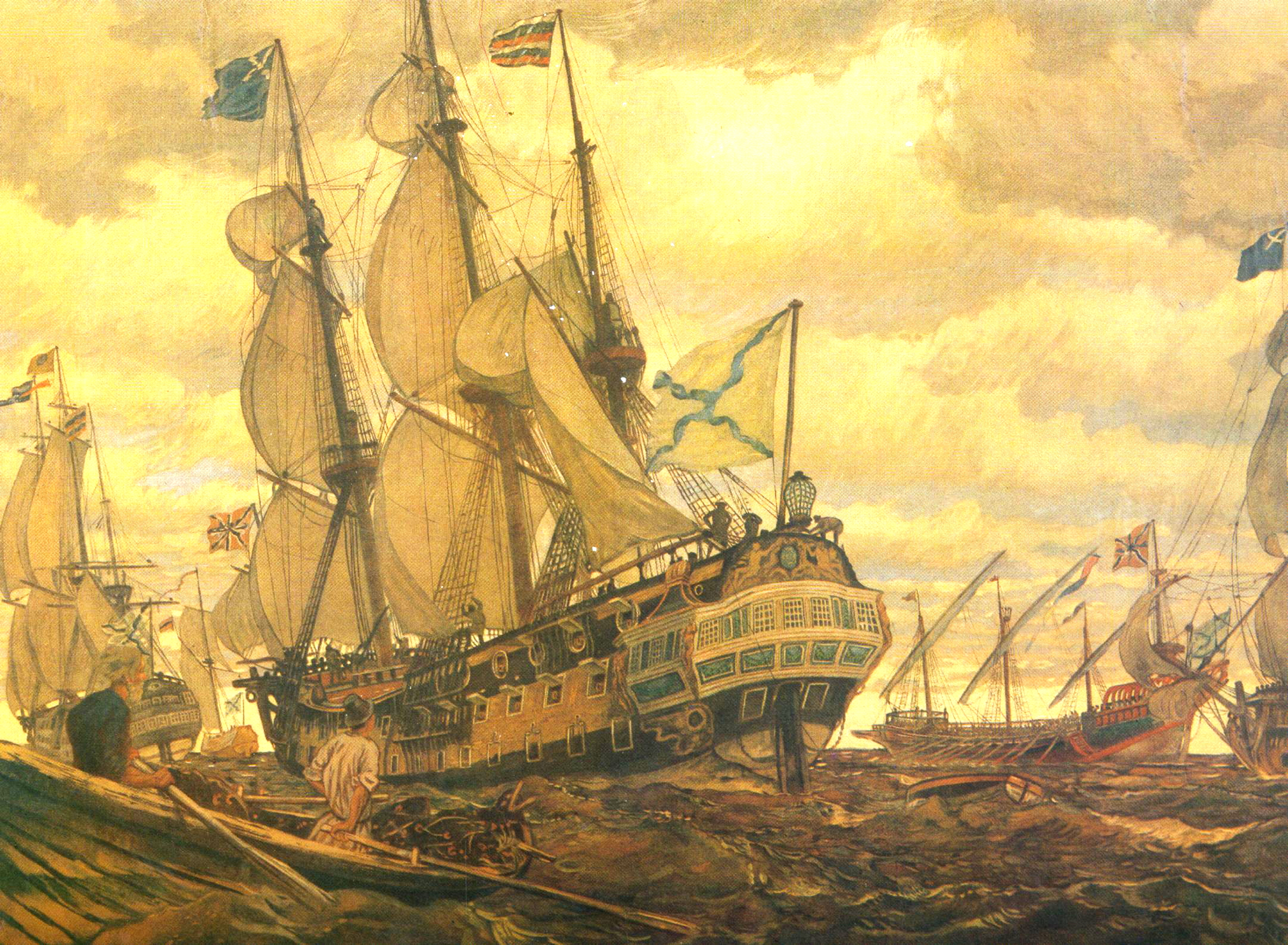
«Флот доби Петра І» (1909).
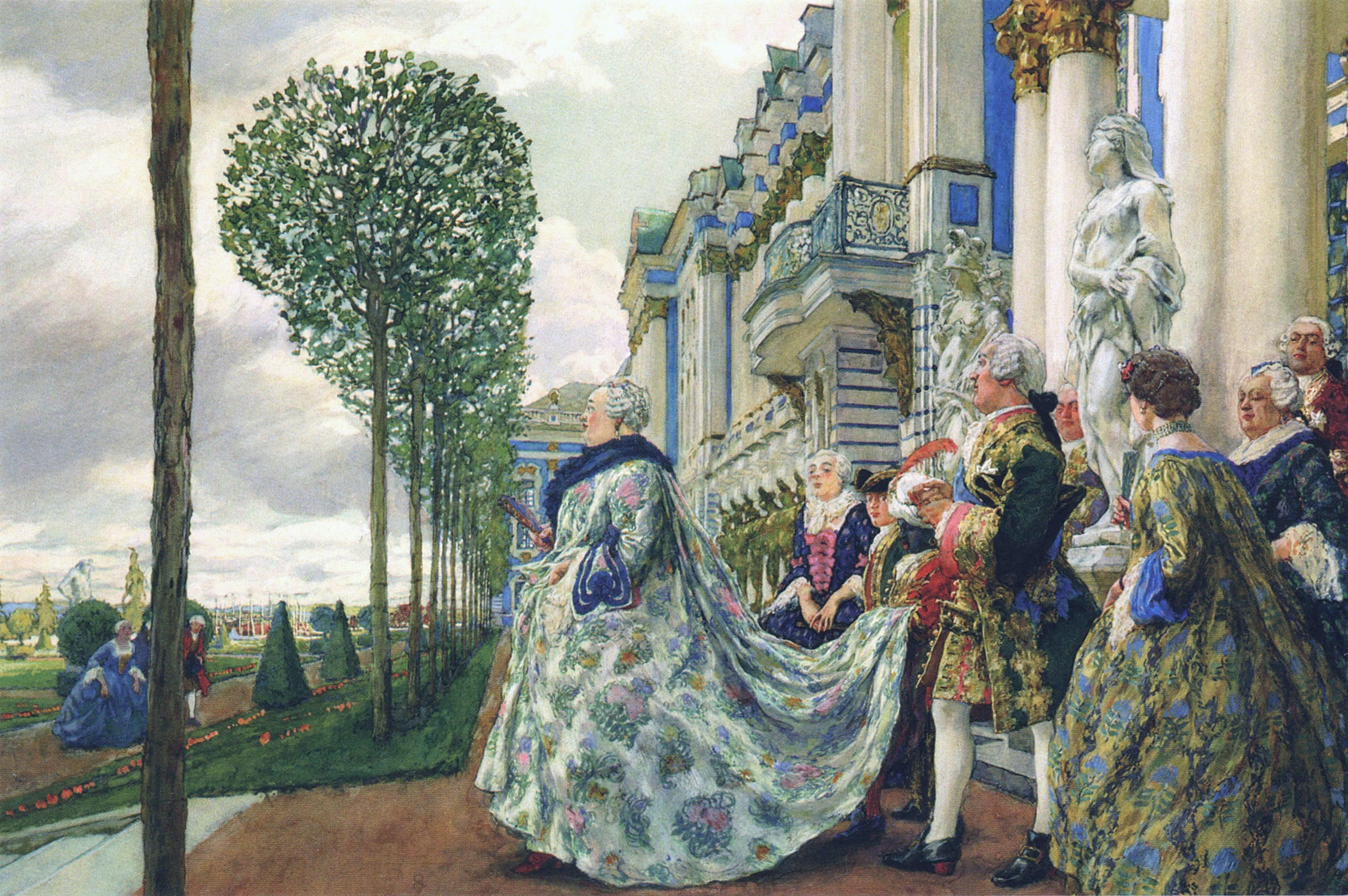
«Імператриця Єлизавета Петрівна в Царському Селі» (1905).